# São José da Bela Vista
São José da Bela Vista é um município brasileiro do estado de São Paulo. Sua população estimada em 2024 era de 7.690 habitantes.

## História
A cidade tem o início de sua história no final do século XIX, no auge da cultura cafeeira, quando diversas famílias migraram para a região onde hoje está situada.
No local, entre os ribeirões Buritis e Lageado, surgiu o povoado então chamado São José das Pitangueiras. Ali foi construída uma capela em homenagem ao padroeiro São José. A data de fundação, 19 de março, coincide com a celebração do Padroeiro. O aniversário é comemorado, portanto, junto ao Dia de São José.
São José da Bela Vista (antigo distrito de Franca) recebeu status de município pela lei estadual nº 233 de 24 de dezembro de 1948, com território desmembrado do município de Franca.

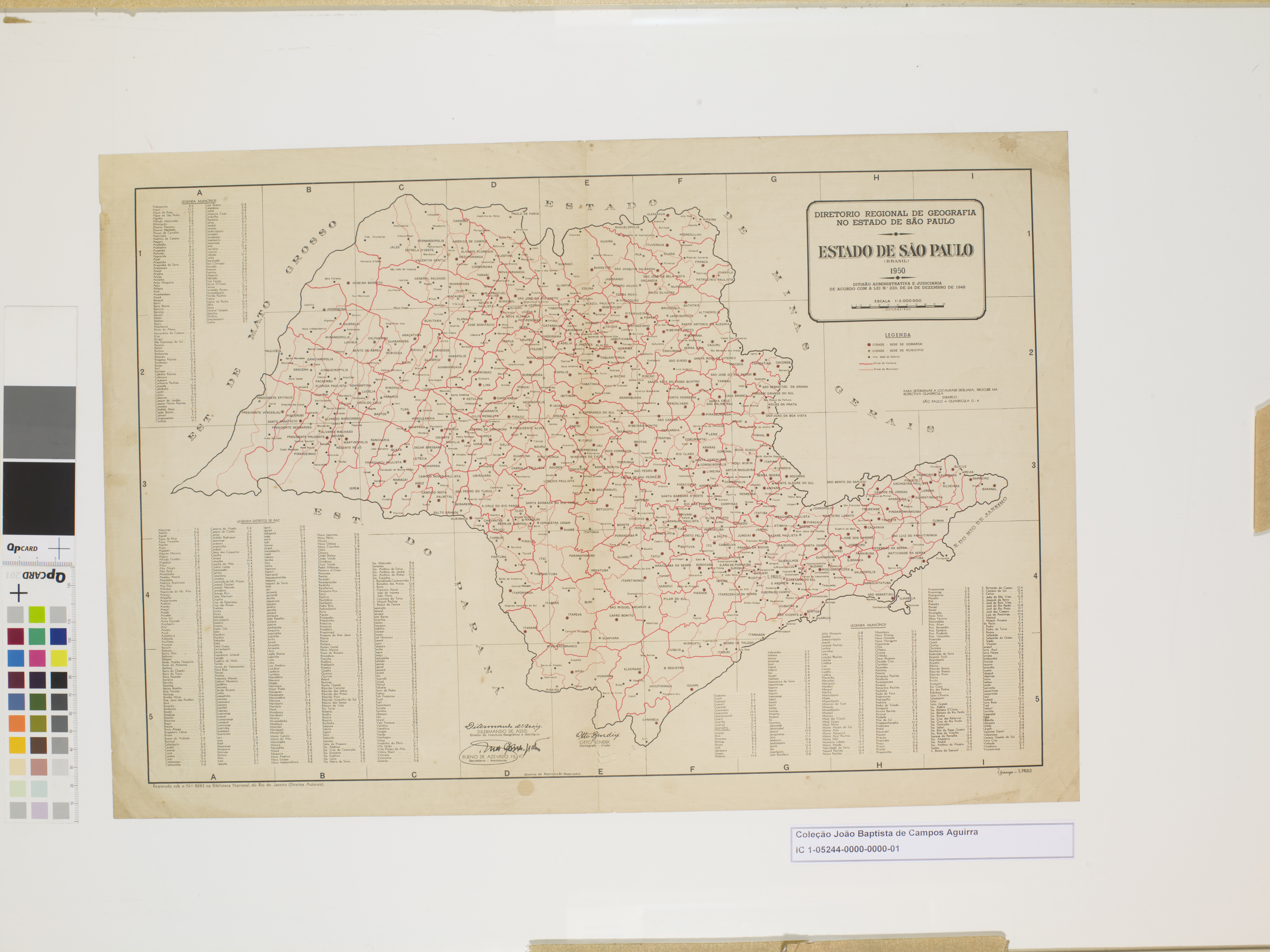
Estado de São Paulo (1948).

## Geografia
Localiza-se a uma latitude 20º35'35" sul e a uma longitude 47º38'24" oeste, estando a uma altitude de 730 metros. Possui uma área de 276,964 km².

### Hidrografia
- Rio Sapucaí

### Rodovias
- SP-345

## Demografia

### População
| Crescimento populacional                             | Crescimento populacional | Crescimento populacional | Crescimento populacional |
| Ano                                                  | População Total          |                          | %±                       |
| ---------------------------------------------------- | ------------------------ | ------------------------ | ------------------------ |
| 1950                                                 | 7 937                    |                          | —                        |
| 1958                                                 | 6 529                    |                          | −17,7%                   |
| 1960                                                 | 7 036                    |                          | 7,8%                     |
| 1970                                                 | 6 781                    |                          | −3,6%                    |
| 1980                                                 | 6 648                    |                          | −2,0%                    |
| 1991                                                 | 7 119                    |                          | 7,1%                     |
| 2000                                                 | 8 075                    |                          | 13,4%                    |
| 2010                                                 | 8 406                    |                          | 4,1%                     |
| 2022                                                 | 7 626                    |                          | −9,3%                    |
| Est. 2024                                            | 7 690                    | [ 8 ]                    | 0,8%                     |
| Fontes: Censos Demográficos IBGE e Estimativas SEADE |                          |                          |                          |

## Política e administração
- Prefeito: Walter Cássio Carvalho Faccirolli (2021)
- Vice-prefeito: Maria Luiza Menezes
- Presidente da câmara: Doutor Rodolfo

## Infraestrutura

### Comunicações
O sistema de telefones automáticos foi inaugurado na cidade em 1974 pela Telecomunicações de São Paulo (TELESP), que também implantou o sistema de discagem direta à distância (DDD) em 1985 com o código de área (016), para padronização com o sistema telefônico das regiões de Ribeirão Preto e Franca. Anteriormente a cidade era atendida pela Companhia Telefônica Brasileira (CTB).

## Religião
O Cristianismo se faz presente na cidade da seguinte forma:

### Igreja Católica
- A igreja faz parte da Diocese de Franca.[16]

### Igrejas Evangélicas
Entre as igrejas protestantes históricas, pentecostais e neopentecostais, encontram-se na cidade:
- Assembleia de Deus Ministério do Belém.[19][20]
- Congregação Cristã no Brasil.[21]